# Grissino
A grissino (gyakran használt többes számban: grissini) egy jellegzetes piemonti pálcika alakú pékáru. A hagyomány szerint a grissino 1679-ben született, amikor Antonio Brunero lanzói pékmester az udvari orvos utasításai alapján elkészítette II. Viktor Amadénak, aki nem tudta megemészteni a kenyeret.
Nagy kedvelője volt Bonaparte Napóleon is, olyannyira, hogy futárszolgálatot alakított Torino és Párizs között, melynek elsődleges feladata a grissini szállítása volt, amit ő „les petits bâtons de Turin”–nak hívott.